# Closet Monster
I Closet Monster sono stati un gruppo pop punk canadese di Ajax, Ontario, attivo dal 1997 al 2005.

## Storia
Formatosi nel 1997, il gruppo ha fatto l'ultimo concerto l'8 dicembre 2005 a Toronto, assieme a gruppi della Underground Operations come i Dead Letter Dept, i Bombs Over Providence, gli Hostage Life ed i Protest the Hero. La formazione ha ottenuto successo grazie ai tour in Europa, date al Warped Tour e alla partecipazione di alcuni componenti nella band di Avril Lavigne (Markus e Jesse). I Closet Monster hanno condiviso il palco con gruppi come i Billy Talent, i Rise Against, gli Alexisonfire, i Moneen, i Protest the Hero, i The Movielife, i Bad Religion ed altri.
I testi delle canzoni riprendono temi legati all'anarchismo.

## Formazione

### Ultima
- Mark "London" Spicoluk - basso
- Jesse Colburn - chitarra
- Adam Cyncora - chitarra
- Aaron Verdonk -  batteria

### Ex componenti
- Brandon Hilborn - chitarra, voce
- Christopher McCartney - batteria
- Kyle Stanley - batteria
- Mark Mcadam - chitarra
- Jon Marshall - chitarra, voce
- Matt "Little Ween" Murphy - chitarra

## Discografia

### Album di studio
- 1997 - So Be It
- 1998 - Pure Unfiltered Anarchy
- 1999 - A Fight for What Is Right
- 2000 - Where the Fuck Is the Revolution?
- 2002 - Killed the Radio Star
- 2004 - We Rebuilt This City

### Raccolte
- 2016 - Suicide Note

### Singoli
- 2004 - Mamma Anti-Fascisto (Never Surrender)
- 2005 - Rebuilt This City